# Barstow (Washington)
Barstow az Amerikai Egyesült Államok északnyugati részén, Washington állam Ferry megyéjében elhelyezkedő statisztikai település. A 2010. évi népszámlálási adatok alapján 59 lakosa van.

## Népesség
A 2010-es népszámláláskor  59 lakója, 28 háztartása és 22 családja volt. A népsűrűség 40,7 fő/km2. A lakóegységek száma 42, sűrűségük 29 db/km2. A lakosok 96,6%-a fehér,  1,7%-a indián,    1,7%-a pedig kettő vagy több etnikumú. 
A háztartások 7,1%-ában élt 18 évnél fiatalabb. 67,9% házas, 7,1% egyedülálló nő, 3,6% egyedülálló férfi, 21,4% pedig nem család. 21,4% egyedül élt; 3,6%-uk 65 éves vagy idősebb. Egy háztartásban átlagosan 2,11 személy élt; a családok átlagmérete 2,36 fő.
A medián életkor 57,9 év volt. Lakóinak 8,5%-a 18 évesnél fiatalabb, 3,4% 18 és 24 év közötti, 10,2%-uk 25 és 44 év közötti, 47,5%-uk 45 és 64 év közötti, 27,1%-uk pedig 65 éves vagy idősebb. A lakosok 50,8%-a férfi, 49,2%-a pedig nő.